# Фонтекијаруча (Терни)
Фонтекијаруча је насеље у Италији у округу Терни, региону Умбрија.
Према процени из 2011. у насељу је живело 364 становника. Насеље се налази на надморској висини од 224 м.